# إيين ديلز
كانت كاتارينا إيزابيلا ‹إيين› ديلز (بالإنجليزية: Catharina Isabella "Ien" Dales) (18 أكتوبر 1931 - 10 يناير 1994) سياسية هولندية من حزب العمال الهولندي وأخصائية اجتماعية. وولف مزدوجة التوجه الجنسي علنا وهي ثاني وزيرة حكومة من مجتمع المثليين معروفة في هولندا وأول وزيرة مزدوجة التوجه الجنسي وكانت في علاقة غرامية مع إمراة أخرى وهي زميلتها السياسية في حزب العمال إليزابيث شميتز من عام 1981 وحتى وفات ديلز في عام 1994.

## المسيرة المهنية
عملت ديلز كأخصائية اجتماعية من فبراير 1953 حتى سبتمبر 1977 وكموظفة مدنية بلدية روتردام كمديرة للخدمة الاجتماعية من سبتمبر 1977 حتى سبتمبر 1981. عُيِنَت ديلز بعد الانتخابات العامة الهولندية 1981 كوزيرة دولة للشؤون الاجتماعية والتوظيف في مجلس الوزراء دريس فان أغت الثانية، وتولت منصبها في 11 سبتمبر 1981. سقطت حكومة دريس فان أغت الثانية بعد سبعة أشهر فقط من بداية ولايتها في 12 مايو 1982 واستمرت في الخدمة كحكومة تصريف الأعمال حتى تم استبدالها بالحكومة المؤقتة حكومة دريس فان أغت الثالثة في 29 مايو 1982. ٱنتخبت ديلز عضوا في مجلس النواب الهولندي بعد الانتخابات العامة الهولندية 1982، وتولت منصبها في 16 سبتمبر 1982. رُشِحت ديلز في أبريل 1987 لمنصب رئيسة بلدية نايميخن واستقالت كعضو في مجلس النواب في اليوم الذي عينت فيه كرئيسة بلدية نايميخن، وتولت المنصب في 16 مايو 1987. عُينت ديلز بعد الانتخابات العامة الهولندية 1989 كوزيرة للداخلية في حكومة رود لوبرز الثالث وتولت مهامها في 7 نوفمبر 1989. توفيت ديلز بعد إصابتها بنوبة قلبية قاتلة في 10 يناير 1994 في منزلها في أوتريخت.

## الحياة الخاصة
عُرفت ديلز بقدراتها كمديرة ووسيطة. وهي حاصلة على مرتبة الشرف باعتبارها ثاني وزيرة حكومة من مجتمع المثليين معروفة في هولندا وأول وزيرة مزدوجة التوجه الجنسي وكانت في علاقة غرامية مع إمراة أخرى وهي زميلتها السياسية في حزب العمال الهولندي إليزابيث شميتز من عام 1981 وحتى وفاة ديلز في عام 1994. كانت هذه العلاقة لسنوات عديدة سراً مكشوفاً في السياسة الهولندية في ذلك الوقت.

## الأوسمة
| مرتبة الشرف       |                      |         |               |         |          |
| الوسام أو الجائزة |                      | ! الشرف | البلد         | التاريخ | الملاحظة |
|                   | فارس وسام أسد هولندا | هولندا  | 9 سبتمبر 1982 | -       |          |